# Cantone di Monts
Il Cantone di Monts è una divisione amministrativa dell'arrondissement di Tours.
È stato costituito a seguito della riforma approvata con decreto del 18 febbraio 2014, che ha avuto attuazione dopo le elezioni dipartimentali del 2015.

## Composizione
Comprende i seguenti 10 comuni:
- Artannes-sur-Indre
- Esvres
- Montbazon
- Monts
- Pont-de-Ruan
- Saint-Branchs
- Sorigny
- Truyes
- Veigné
- Villeperdue